# Thomas de Maizière

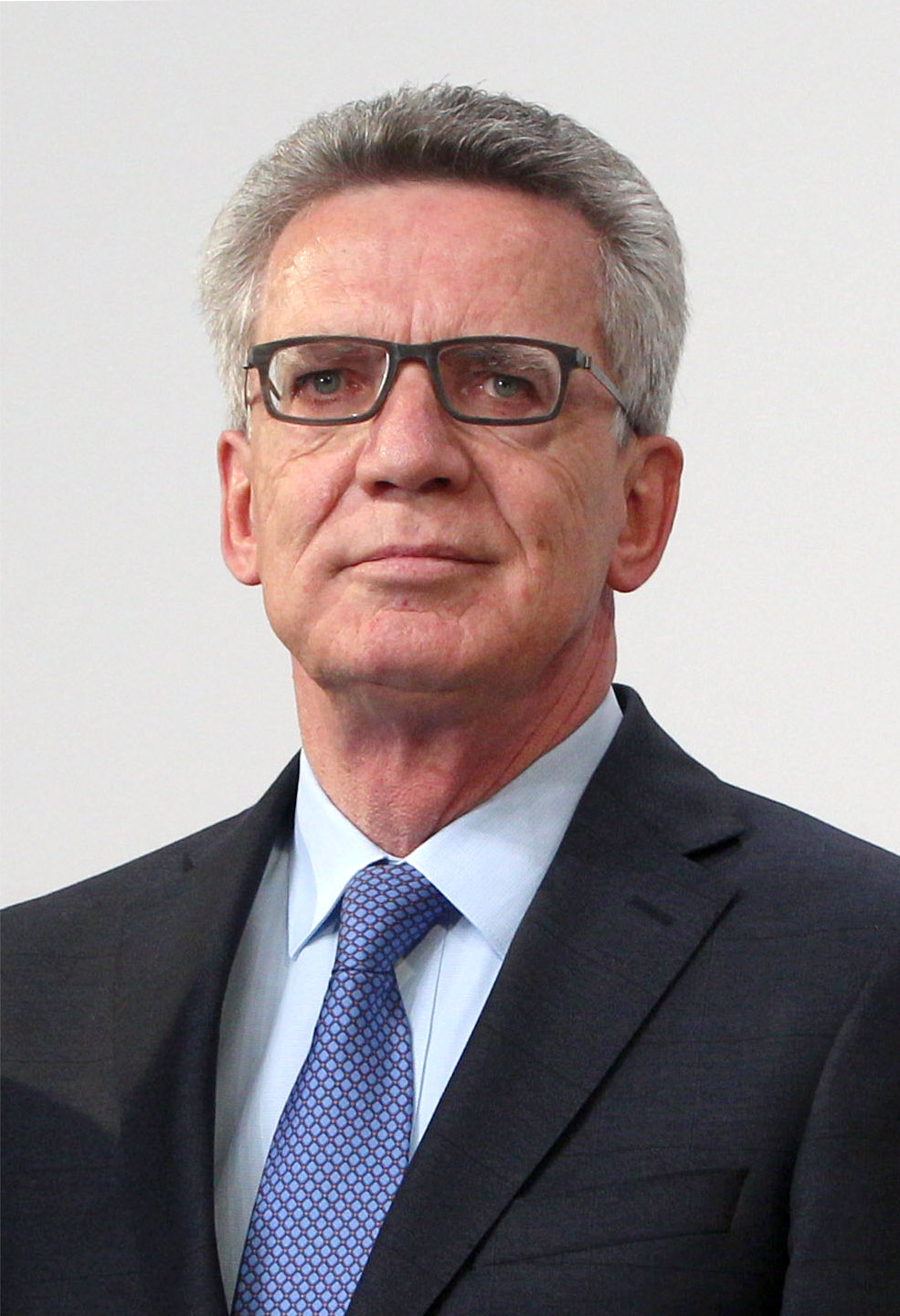
Thomas de Maizière (2017)

Karl Ernst Thomas de Maizière [də mɛˈzjɛʁ] (* 21. Januar 1954 in Bonn) ist ein deutscher Politiker (CDU).
Er war von 1990 bis 1994 Staatssekretär im Kultusministerium von Mecklenburg-Vorpommern sowie von 1994 bis 1998 Leiter der Staatskanzlei unter Berndt Seite. Im Anschluss war er von 1999 bis 2001 Chef der Sächsischen Staatskanzlei, von 2001 bis 2002 Sächsischer Staatsminister der Finanzen, von 2002 bis 2004 Sächsischer Staatsminister der Justiz und von 2004 bis 2005 Sächsischer Staatsminister des Innern. Von 2005 bis 2009 war er Bundesminister für besondere Aufgaben und Chef des Bundeskanzleramtes. Von 2009 bis 2011 war de Maizière Bundesminister des Innern im Kabinett Merkel II. Anschließend war er von 2011 bis 2013 Bundesminister der Verteidigung. Von 2013 bis 2018 war er erneut Bundesminister des Innern im Kabinett Merkel III.

## Herkunft, Ausbildung und Beruf

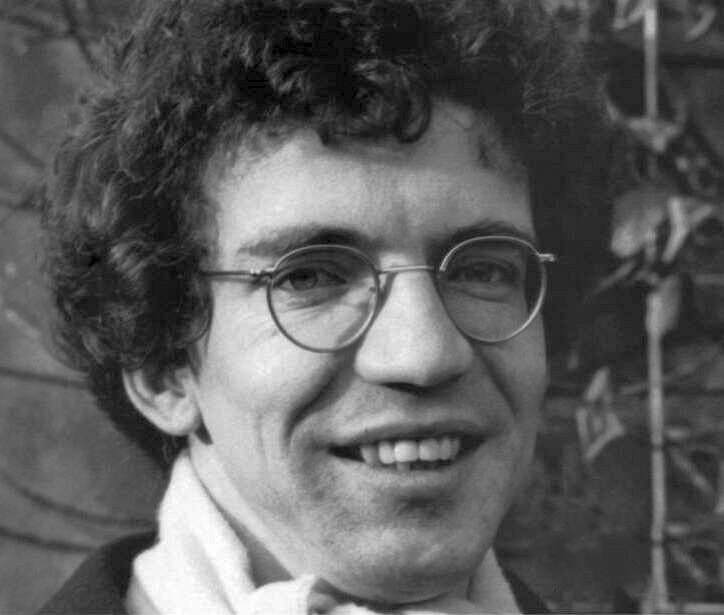
Thomas de Maizière (ca. 1970er)

Thomas de Maizière wurde als viertes Kind des Offiziers und späteren Generalinspekteurs der Bundeswehr Ulrich de Maizière (1912–2006) und dessen Frau Eva, geb. Werner (1915–2003), einer Bildhauerin und Graphikerin, in Bonn geboren. Seine frühe Kindheit verbrachte de Maizière in Hannover, wo er im Frühjahr 1960 eingeschult wurde, Koblenz und Hamburg, bevor die Familie 1964 wieder nach Bonn zog. Ab 1967 besuchte er, nach mehreren Schulwechseln, das humanistische Aloisiuskolleg in Bonn, an dem er 1972 das Abitur ablegte. Von 1972 bis 1974 leistete de Maizière seinen Wehrdienst als Reserveoffizieranwärter beim Panzergrenadierbataillon 342 in Koblenz ab und wurde als Fähnrich der Reserve entlassen. 1974 wurde er zum Leutnant und 1977 zum Oberleutnant der Reserve befördert. Er leistete mehrere Wehrübungen u. a. an der Schule für Nachrichtenwesen der Bundeswehr (SNBw).
Nach seinem Wehrdienst studierte de Maizière ab 1974 Rechtswissenschaft, Geschichte und Politikwissenschaft an den Universitäten Münster und Freiburg. Im August 1979 bestand er in Münster die erste juristische Staatsprüfung und begann im Herbst 1979 seine Referendarzeit beim Oberlandesgericht Hamm. Im April 1982 legte er das Assessorexamen ab. Während seiner Studienzeit engagierte er sich im Ring Christlich-Demokratischer Studenten Münster. Nach dem Studium wurde de Maizière Stipendiat in der Graduiertenförderung der Konrad-Adenauer-Stiftung. Im April 1983 wurde er Mitarbeiter des Regierenden Bürgermeisters von Berlin (Richard von Weizsäcker; ab 1984 Eberhard Diepgen) in der Senatskanzlei des Landes Berlin, wo er von Juli 1985 bis 1989 das Grundsatzreferat leitete. Gleichzeitig war de Maizière Pressesprecher der CDU-Fraktion im Abgeordnetenhaus von Berlin. 
Im Februar 1986 wurde er bei Helmut Kollhosser und Otto Sandrock an der Westfälischen Wilhelms-Universität mit der Dissertation Die Praxis der informellen Verfahren beim Bundeskartellamt. Darstellung und rechtliche Würdigung eines verborgenen Vorgehens zum Dr. jur. promoviert. 1989 absolvierte de Maizière das Young Leader Program des American Council on Germany, ein Partnerprojekt der deutschen Denkfabrik Atlantik-Brücke und des American Council on Germany. 1990 arbeitete er für seinen Cousin Lothar de Maizière am Aufbau des Amtes des Ministerpräsidenten der Deutschen Demokratischen Republik (DDR) mit und gehörte auch der Verhandlungsdelegation für den deutsch-deutschen Einigungsvertrag an.
Er ist seit 2003 Mitglied im Präsidium des Deutschen Evangelischen Kirchentages – und war von 2021 bis 2023 dessen Präsident.
Seit Oktober 2010 war de Maizière Honorarprofessor für Staatsrecht an der später aufgelösten Juristischen Fakultät der Technischen Universität Dresden. Seit November 2018 ist er Vorsitzender der Deutschen Telekom Stiftung. De Maizière war bis 2018 Mitglied im Kuratorium der Stiftung Denkmal für die ermordeten Juden Europas. Darüber hinaus ist er der Vorsitzende der Ethikkommission des DOSB und Vorsitzender im Kuratorium des Moritzburger Festivals. Er ist Mitglied im Kuratorium der Stiftung 20. Juli 1944 und seit 2019 im Kuratorium der ZEIT-Stiftung. Des Weiteren ist de Maizière auch als selbstständiger Rechtsanwalt tätig. Seit März 2020 ist er Mitglied im strategischen und wissenschaftlichen Beirat von GEMoaB Monoclonals und seit 2021 Beiratsmitglied bei axxessio.

## Familie
Die Hugenottenfamilie de Maizière, aus der Nähe von Metz stammend, floh im 17. Jahrhundert nach Brandenburg, wo ihr Kurfürst Friedrich Wilhelm Zuflucht bot. Der Nachname leitet sich vom Herkunftsort der Familie ab, der Gemeinde Maizières bei Metz in Lothringen. De Maizières Mutter ist eine Tochter des Hannoveraner Bankiers Klaus Hermann Werner und dessen Frau Eleonore Dorothee Nanny Anna (Nora), geb. Lemmermann. Sein älterer Bruder Andreas de Maizière ist Bankmanager. Seine Schwester Barbara Pieper wirkt als Feldenkrais-Therapeutin, Cornelia von Ilsemann ist eine prominente Reformpädagogin. Darüber hinaus ist er ein Cousin des CDU-Politikers Lothar de Maizière, des letzten Ministerpräsidenten der DDR.
De Maizière ist evangelisch. Mit seiner aus Detmold (Kreis Lippe) stammenden Frau Martina de Maizière, geb. Willeke, lebte er in Dresden und hat drei Kinder.

## Partei
De Maizière wurde 1971 als Schüler Mitglied der CDU.
1990 empfahl de Maizière seinem Cousin Lothar de Maizière, dem ersten frei gewählten Ministerpräsidenten der DDR, nach der Volkskammerwahl Angela Merkel als Pressemitarbeiterin in sein Team aufzunehmen, in das er dann ebenfalls als Berater aufgenommen wurde.

## Abgeordneter
De Maizière war von 2004 bis zu seiner Berufung zum Chef des Bundeskanzleramtes Mitglied des Sächsischen Landtages. Im Wahlkreis 51 (Bautzen I) war er mit 47,9 % der Stimmen direkt gewählter Landtagsabgeordneter. De Maizière trat auf Platz 1 der Landesliste Sachsen für die Bundestagswahl 2009 an und bewarb sich um ein Direktmandat im Bundestagswahlkreis 155 (Meißen), wo er mit 45,2 % gewählt wurde. Bei der Bundestagswahl 2013 konnte er seinen Stimmenanteil noch auf 53,6 % ausbauen. Bei der Bundestagswahl 2017 gewann er das Direktmandat nur noch knapp mit 34,1 % der Erststimmen.
Im 19. Deutschen Bundestag war de Maizière ordentliches Mitglied des Finanzausschusses. Am 13. Februar 2020 wurde er als Nachfolger von Uwe Feiler in das Gremium gewählt, weil Feiler parlamentarischer Staatssekretär beim Bundesministerium für Ernährung und Landwirtschaft geworden war. Bei der Bundestagswahl 2021 kandidierte de Maizière nicht erneut.

## Öffentliche Ämter

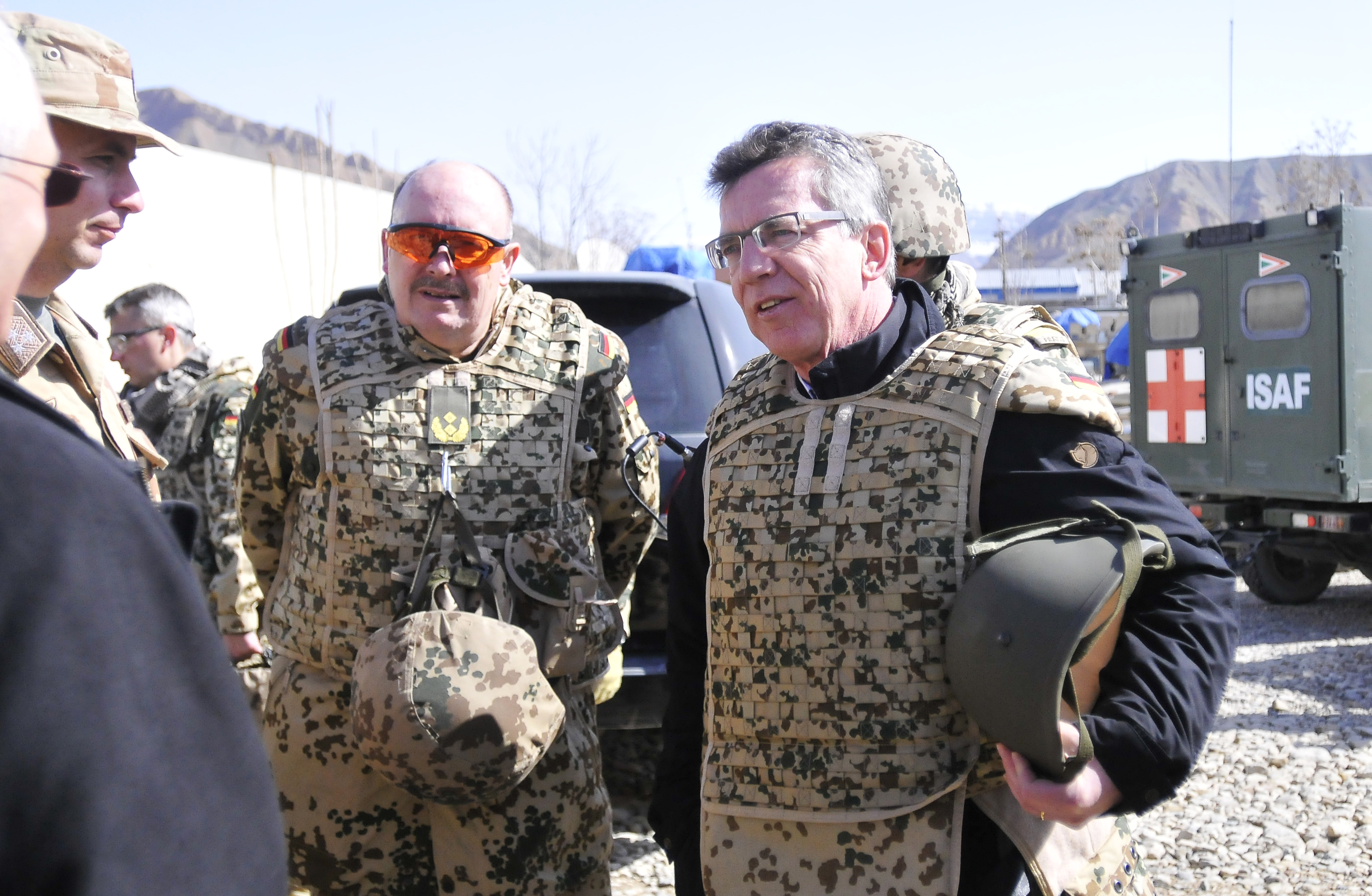
Thomas de Maizière als Verteidigungsminister (2012) beim Besuch der ISAF-Truppen im OP North

Im November 1990 wurde de Maizière zum Staatssekretär im Kultusministerium des Landes Mecklenburg-Vorpommern ernannt. Anschließend war er ab Dezember 1994 Chef der Staatskanzlei des Landes Mecklenburg-Vorpommern unter Ministerpräsident Berndt Seite. Nachdem die CDU nach der Landtagswahl 1998 aus der Regierung ausgeschieden war, wurde de Maizière in den einstweiligen Ruhestand versetzt.
Am 26. Oktober 1999 übernahm er dann die Leitung der Sächsischen Staatskanzlei in der von Ministerpräsident Kurt Biedenkopf geführten Sächsischen Staatsregierung. Am 30. Januar 2001 wurde er nach der Entlassung von Georg Milbradt zum Sächsischen Staatsminister der Finanzen ernannt. Nachdem Milbradt zum Nachfolger von Kurt Biedenkopf im Amt des Ministerpräsidenten gewählt worden war, übernahm de Maizière am 2. Mai 2002 die Leitung des Sächsischen Staatsministeriums der Justiz. Nach der Landtagswahl 2004 wurde er am 11. November 2004 zum Sächsischen Staatsminister des Innern ernannt. In dieser Position wurden ihm Akten vorgelegt, die das Referat für Organisierte Kriminalität (OK) beim sächsischen Verfassungsschutz zu einem Komplex mutmaßlicher Verstrickungen von Justizvertretern und Lokalpolitikern in kriminelle Netzwerke (später als sogenannter „Sachsensumpf“ bekannt) gesammelt hatte. Nachdem er sie geprüft hatte, sah er eine Gefährdung der freiheitlich-demokratischen Grundordnung für gegeben an und wies das Referat an, die Beobachtung fortzusetzen. Die Parlamentarische Kontrollkommission des Landtags oder die Staatsanwaltschaft informierte er aber nicht, weil er – wie er später angab – die Erkenntnisdichte für zu gering erachtete.
Nach der Bundestagswahl 2005 wurde de Maizière am 22. November 2005 als Bundesminister für besondere Aufgaben und Chef des Bundeskanzleramtes in die von Bundeskanzlerin Angela Merkel geführte Bundesregierung berufen (Kabinett Merkel I). In dieser Funktion war de Maizière auch der Beauftragte der Bundesregierung für die Nachrichtendienste. Im Juni 2007 geriet das Verhalten de Maizières im Zusammenhang mit der „Sachsensumpf“-Affäre in die Kritik. Ein Rechtsanwalt aus Dresden erstattete Strafanzeige wegen Strafvereitelung im Amt. Vertreter der Fraktionen der FDP und Linken forderten de Maizière auf, seine Funktion als Geheimdienstekoordinator ruhen zu lassen.
Nach der Bundestagswahl 2009 wurde er am 28. Oktober 2009 zum Bundesminister des Innern im Kabinett Merkel II ernannt.
Am 9. Mai 2010 vertrat de Maizière in Brüssel den erkrankten Bundesfinanzminister Schäuble bei den Beratungen im Rat für Wirtschaft und Finanzen zur Euro-Krise und den Verhandlungen zum Europäischen Stabilisierungsmechanismus.
Im Januar 2011 setzte de Maizière Überstellungen entsprechend der Dublin-II-Verordnung nach Griechenland für ein Jahr aus und ordnete in entsprechenden Fällen die Anwendung des sogenannten Selbsteintrittsrechts durch die Bundesrepublik, d. h. die Prüfung des Asylverfahrens in Deutschland, an. Vorausgegangen war eine Entscheidung des Bundesverfassungsgerichts von 2009, Überstellungen nach Griechenland vorläufig aufgrund der dortigen Behandlung von Asylsuchenden auszusetzen. Das Bundesverfassungsgericht hatte daraufhin ab Oktober 2010 über eine entsprechende Verfassungsbeschwerde verhandelt. Aufgrund der Anweisung de Maizières kam es dann zu keiner Entscheidung des Gerichts mehr. Die Anweisung, keine Überstellungen nach Griechenland durchzuführen, wurde im Folgenden von Jahr zu Jahr verlängert und dann noch einmal im Januar 2016 für ein halbes Jahr.
Am 3. März 2011 wurde de Maizière als Amtsnachfolger des zurückgetretenen Karl-Theodor zu Guttenberg zum Bundesverteidigungsminister ernannt. Im Mai 2011 verkündete er Pläne zur Verkleinerung der Bundeswehr. In seiner Amtszeit wurde die von seinem Vorgänger Karl-Theodor zu Guttenberg vorbereitete Aussetzung der Wehrpflicht vollzogen. Aufgrund der Äußerung im Februar 2013, die Bundeswehrsoldaten gierten nach Anerkennung, wurde ihm vorgeworfen, sich nicht genügend hinter die Soldaten zu stellen.
Am 17. Dezember 2013 wurde de Maizière im Kabinett Merkel III erneut zum Bundesinnenminister ernannt. Er amtierte bis zum 14. März 2018.
Deutsche Medien berichten am 23. Februar 2014, dass 230 deutsche Politiker, Entscheidungsträger und Wirtschaftsvertreter durch den US-amerikanischen Geheimdienst abgehört werden, darunter auch de Maizière. Dafür habe die NSA in Deutschland 297 Mitarbeiter stationiert.
Während der sogenannten Flüchtlingskrise 2015/16 galt weiterhin die Anweisung de Maizières, keine Überstellungen nach Griechenland durchzuführen. Bei der nun geltenden Dublin-III-Verordnung führte dies bei über Griechenland illegal in die Europäische Union eingereisten Personen in der Regel zu einer Übernahme des Verfahrens durch Deutschland.
Als amtierender, gewählter Präsident des Deutschen Evangelischen Kirchentag 2023 forderte Thomas de Maizière im Oktober 2021 mehr Debatten-Qualität der öffentlichen Diskussionsbeiträge der Kirchen. Eine traditionelle Selbstverständlichkeit, nach der die Mehrheit der Bevölkerung den Argumenten der Kirche folge, sei nicht mehr gegeben. Das könne man nur durch besondere Qualität ersetzen, um für die eigenen ethisch-moralischen Positionen zu werben.
De Maizière war Mitglied der Jury für die Vergabe des Standorts des Zukunftszentrums für Deutsche Einheit und Europäische Transformation.
2023 wurde de Maizière nach den gescheiterten Tarifverhandlungen zwischen der Deutschen Bahn und der Eisenbahn- und Verkehrsgewerkschaft seitens der DB als Schlichter berufen. Er war ferner im Februar 2024 Moderator im Tarifkonflikt zwischen der DB und der Gewerkschaft Deutscher Lokomotivführer.

## Politische Positionen, Kontroversen und Kritik

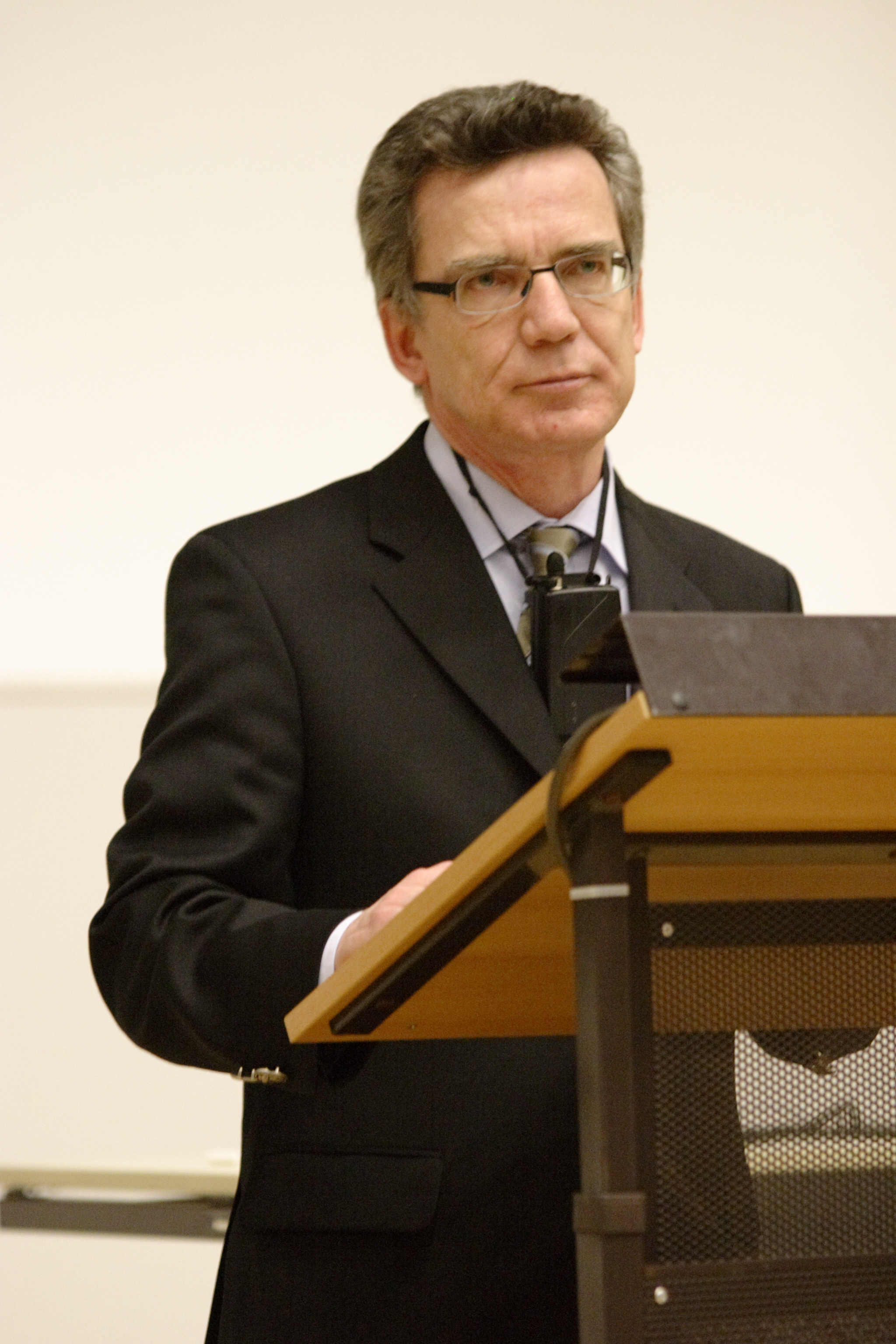
Thomas de Maizière (2007)

### Überwachung des Internets
Im August 2009 forderte de Maizière strengere „Verhaltensregeln“ für das Internet. Er erklärte gegenüber der Rheinischen Post:

„Müssen wir nicht die Menschen vor Denunziation, Entwürdigung oder unseriösen Geschäften schützen wie im Zivilrecht? Ähnlich wie auf den Finanzmärkten brauchen wir mittelfristig Verkehrsregeln im Internet. Sonst werden wir dort Scheußlichkeiten erleben, die jede Vorstellungskraft sprengen. Vieles geht da übrigens nicht nur national.“

Die Äußerungen stießen bei den anderen Parteien auf Kritik und wurden als „überflüssig“ abgelehnt oder als Vorstufe zu einer Zensurbehörde angesehen. Im April 2010 erklärte de Maizière, in der digitalen Welt dürfe es keine Tabuzonen geben, in die sich kein Außenstehender mehr hineinwagen könne. In diesem Zusammenhang erläuterte er weiterhin, der Staat müsse, so wie er in der analogen Welt Personalausweise ausstelle, auch im Internet eine verlässliche Identifizierung des einzelnen Nutzers garantieren können. Allgemein warnte er jedoch davor, das Internet zu dämonisieren, zumal dort die gleichen Gesetze wie in der reellen Welt gelten und es damit kein rechtsfreier Raum sei.
Im April 2014 verkündete de Maizière, dass „die Zusammenarbeit der Nachrichtendienste der USA, Großbritanniens und Deutschlands […] unverzichtbar“ sei. Sie dürfe „nicht beschädigt werden“, auch nicht durch den Untersuchungsausschuss zur NSA-Affäre, welcher die massenhafte Überwachung deutscher Bürger durch die Geheimdienste untersuchen soll. Im Mai 2014 bestätigte er die USA als „unseren wichtigsten Sicherheitspartner“ und bezeichnete Edward Snowden als Straftäter, der an die USA auszuliefern sei.
In einem Gastbeitrag für die Frankfurter Allgemeine Zeitung stellte de Maizière im August 2014 das von der Bundesregierung geplante „Erste IT-Sicherheitsgesetz“ der Öffentlichkeit vor. Er kündigte an, mit dem Gesetz branchenweite Sicherheitsstandards für Unternehmen aus den Bereichen Energiewirtschaft, Informationstechnik, Logistik und Verkehr, Gesundheitssystem, Wasserversorgung, Lebensmittelwirtschaft, Bank- und Versicherungswirtschaft sowie eine Meldepflicht für Cyberattacken einzuführen. Die Meldungen haben an das Bundesamt für Sicherheit in der Informationstechnik (BSI) zu erfolgen, das personell und finanziell besser ausgestattet werden soll. Auch Bundeskriminalamt (BKA) und Verfassungsschutz erhalten mehr Geld und Personal. Bei dem von de Maizière vorgestellten Gesetz handelte es sich um den ersten Teil der Digitalen Agenda der Bundesregierung. Kritik am Gesetz kam von Datenschützern und Netzaktivisten, die in den Regelungen zur Aufzeichnung der Surfprotokolle und der IP-Adressen von Nutzern zur Abwehr von Hacker-Angriffen durch Unternehmen eine neue Form der Vorratsdatenspeicherung erkannten. Das Innenministerium wies die Kritik unter Verweis auf die beschränkte Speicherdauer und nicht vorhandene staatliche Zugriffsmöglichkeiten zurück.

#### Innere Sicherheit, Terrorismus und Vorratsdatenspeicherung
Im November 2010 gab de Maizière als Bundesinnenminister eine Terrorwarnung für Deutschland heraus. Er berief sich auf „konkrete Ermittlungsansätze und konkrete Spuren“ und betonte, dass es „keinen Grund zur Hysterie“ gebe. Er sprach sich gleichzeitig mit dem Vorsitzenden des Innenausschusses im Bundestag Wolfgang Bosbach dagegen aus, diese Situation für Gesetzesverschärfungen zu instrumentalisieren.
Nach dem Anschlag auf Charlie Hebdo im Januar 2015 forderte de Maizière hingegen die vom Bundesverfassungsgericht für verfassungswidrig erklärte Vorratsdatenspeicherung wieder einzuführen. Die Grünen wiesen darauf hin, dass der Anschlag in Frankreich trotz einer dort bestehenden Vorratsdatenspeicherung nicht habe verhindert werden können. Wenig später forderte de Maizière, dass Sicherheitsbehörden in die Lage versetzt werden müssten, verschlüsselte Kommunikation einsehen zu können. Dies erfuhr breite Ablehnung und massive Kritik von Vertretern der Parteien SPD und Bündnis 90/Die Grünen, Wirtschaftsverbänden (etwa dem Bundesverband IT-Mittelstand und dem Branchenverband Bitkom) sowie Computer- und Datenschutzverbänden wie dem Chaos Computer Club. Die Vereinigung FIfF beschrieb die Überlegungen als „digitales Harakiri“, das „die Basis einer modernen Informationsgesellschaft in ihren Grundfesten zerstören würde“.
Maizière plant Dschihadisten mit doppelter Staatsbürgerschaft den deutschen Pass zu entziehen. Gleichwohl die Zahl mit etwa 200 in Frage kommenden Kämpfern relativ gering sei, würde dies die Sicherheit erhöhen.

#### BND-Affäre 2015
Im April 2015 wurde bekannt, dass der Bundesnachrichtendienst (BND) der NSA über mehrere Jahre geholfen haben soll, sowohl die EU-Kommission als auch die französische Regierung auszuspionieren. Auch der Verdacht der Wirtschaftsspionage – unter anderem gegen den Konzern EADS – wurde geäußert. Thomas de Maizière war von 2005 bis 2009 für die Geheimdienstaufsicht zuständig und soll nach Medienberichten seit 2008 von der Spionage gewusst haben. In mehreren Antworten auf parlamentarische Anfragen hatte die Bundesregierung erklärt, es gebe „keine Erkenntnisse zu angeblicher Wirtschaftsspionage durch die NSA“. Gegen de Maizière wurde der Vorwurf erhoben, bewusst den Deutschen Bundestag belogen zu haben. In diesem Zusammenhang forderten verschiedene Medien und Politiker seinen Rücktritt vom Amt des Bundesinnenministers.

### Auslandseinsätze der Bundeswehr
Auch nach dem Abzug aus Afghanistan bestehen für de Maizière „keine Tabus“ für neue Auslandseinsätze. Stattdessen ist de Maizière der Meinung, „auch wenn unsere unmittelbaren nationalen Sicherheitsinteressen auf den ersten Blick nicht berührt sein mögen“, könne die Bundeswehr in Zukunft im Ausland eingesetzt werden. Außerdem sprach sich de Maizière im August 2012 für den Ankauf und Einsatz bewaffneter Drohnen aus.

### Ersatzteilmangel bei der Bundeswehr
Im Jahr 2011 entschied de Maizière als damaliger Verteidigungsminister, dass Ersatzteile erst gekauft werden, wenn sie notwendig sind. Da die Industrie sie auch nicht ausreichend auf Vorrat gehalten hat, führte dies im Jahr 2018 zum Bekanntwerden von gravierenden Mängeln in der Einsatzbereitschaft von Flugzeugen, Hubschraubern und anderem Gerät.

### Untersuchungsausschuss zum Nationalsozialistischen Untergrund (NSU)
Im September 2012 wurde bekannt, dass Verteidigungsminister de Maizière bereits vor Monaten von der Existenz einer MAD-Akte wusste. Dieses Wissen hatte er nicht an den Untersuchungsausschuss weitergegeben.

### Euro-Hawk-Affäre

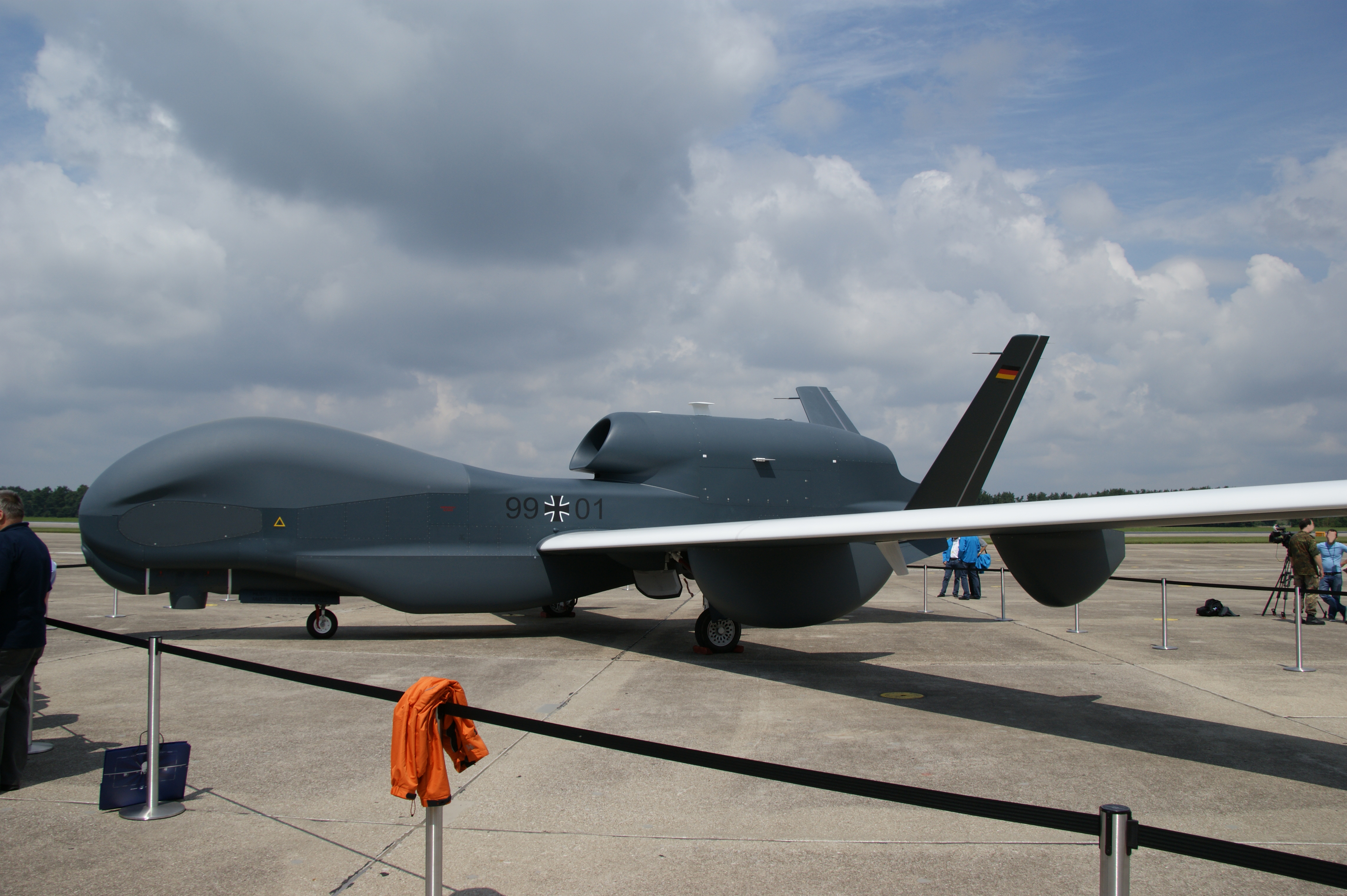
Euro Hawk

Im Mai 2013 beendete de Maizière das Euro-Hawk-Programm der Bundeswehr. Beim Euro Hawk handelte es sich um eine Variante der Drohne Global Hawk, deren Sensorik vom europäischen Rüstungskonzern EADS stammte. Der Euro Hawk sollte die kompletten SIGINT-Aufgaben übernehmen. Das Euro-Hawk-Programm wurde von de Maizière eingestellt, da die Aufklärungsdrohne über kein für den zivilen Luftverkehr zertifiziertes automatisches Antikollisionssystem verfügte und deshalb die Flugsicherheitsbehörde der EU die Drohne nur für den Flug über unbewohntem Gebiet zertifizieren wollte. Rechtlich möglich wäre nur eine militärische Zulassung gewesen. Der nachträgliche Einbau eines Antikollisionssystems hätte nach Schätzungen der Luftwaffe zusätzlich 600 Millionen Euro gekostet. Die entwickelten Aufklärungssensoren sollen in einen anderen Flugzeugtyp oder eine Drohne eingebaut werden, was bisher (Stand: September 2014) noch nicht umgesetzt wurde.
Am 5. Juni 2013 wurde de Maizière vom Verteidigungsausschuss des Deutschen Bundestages zur Einstellung des Programms befragt, wobei er erklärte, 2012 erstmals „abstrakt“ über die Zulassungsprobleme und erst im Mai 2013 über den ganzen Umfang der Probleme informiert worden zu sein. Hierbei stellte er dar, dass „Entscheidungsfindungen auf Staatssekretärsebene“ stattgefunden hätten, was „nicht in Ordnung“ gewesen sei. Die Staatssekretäre Stéphane Beemelmans und Rüdiger Wolf, der Generalinspekteur der Bundeswehr Volker Wieker, der Inspekteur der Luftwaffe Aarne Kreuzinger-Janik und weitere Führungskräfte im Ministerium waren bereits am 8. Februar 2012 informiert worden, dass die Mehrkosten für Zulassung für den Luftverkehr mittlerweile auf 600 Millionen Euro geschätzt würden.
Am Drohnenprojekt Global Hawk der NATO mit Alliance Ground Surveillance (AGS) zur Gefechtsfeldaufklärung und -überwachung, an dem sich Deutschland mit 480 Millionen Euro beteiligen soll, hielt de Maizière im Juni 2013 fest, obwohl dort die gleichen Zulassungsprobleme für den Luftverkehr bestehen wie beim Euro Hawk.
Am 10. Juni 2013 kündigten SPD, Grüne und Linkspartei die Beantragung eines Untersuchungsausschusses im Deutschen Bundestag zur Klärung der Vorwürfe gegen de Maizière an. Am 26. Juni 2013 nahm der Euro-Hawk-Untersuchungsausschuss seine Arbeit auf und beendete diese am 26. August 2013. Dabei wurde klar: Auch wenn die Entscheidung früher hätte fallen können, blieb der Aufklärung letztlich ohne personelle Konsequenzen.

### Flüchtlingskrise
Im Zusammenhang mit der Flüchtlingskrise gab Frank-Jürgen Weise, der neu ernannte Leiter des Bundesamtes für Migration und Flüchtlinge (BAMF), Ende September 2015 bekannt, dass schätzungsweise 290.000 Flüchtlinge in Deutschland nicht registriert seien und ihre Identität den deutschen Behörden somit nicht bekannt war. Ende 2015 waren 300.000 unbearbeiteter Anträge beim BAMF, einer Unterbehörde seines Ministeriums, anhängig. EU-Parlamentspräsident Martin Schulz sowie Politiker der Parteien SPD und Die Grünen warfen ihm aus diesem Anlass vor, die Beschlüsse der Bundesregierung nicht umzusetzen. Die Medien kritisierten in diesem Zusammenhang einen Personalmangel und unzureichende IT-Systeme beim BAMF.
Die Schließung der Balkanroute und die Abschiebung Geflüchteter in die Türkei verteidigte de Mazière im April 2016 mit den Worten „Auch wenn wir jetzt einige Wochen ein paar harte Bilder aushalten müssen, unser Ansatz ist richtig.“

### Kirchenasyl
De Maizière kritisierte im Januar 2015 die Praxis des Kirchenasyls. Als für die Verfassung zuständiger Minister lehnte er bei einem Treffen mit katholischen Bischöfen das Kirchenasyl prinzipiell und fundamental ab. Man könne sich mit religiösen Vorschriften nicht über das Gesetz hinwegsetzen. Als Christ habe er Verständnis dafür, dass Kirchen aus Gründen des Erbarmens „in Einzelfällen“ Flüchtlinge aufnehmen würden, jedoch könne keine Institution ihr Recht über das deutsche Gesetz stellen. Der Minister zog einen Vergleich zur islamischen Scharia, die auch „in keinem Fall über deutschen Gesetzen stehen“ könne. Der Bischof von Hildesheim Norbert Trelle hatte das Kirchenasyl zuvor bei einem Treffen mit Bundeskanzlerin Angela Merkel und anderen CDU-Politikern als Ultima Ratio bezeichnet.
De Maizières Äußerung wurde von kirchlicher Seite und von anderen kritisiert. Der Kirchenpräsident der Evangelischen Kirche in Hessen und Nassau, Volker Jung, nannte de Maizières Äußerungen „völlig unangemessen“. Der sächsische Landesbischof Jochen Bohl sagte, Kirchenasyl sei keine rechtliche, sondern eine menschliche Kategorie. Der Ehrenvorsitzende der ökumenischen Bundesarbeitsgemeinschaft Asyl in der Kirche (BAG), Wolf-Dieter Just, nannte de Maizières Vorwurf einer christlichen Scharia völlig daneben. Kirchenasyl konkurriere nicht mit weltlichem Recht, sondern verschaffe ihm Geltung. Der Kölner Weihbischof Ansgar Puff sagte, der Minister sei klug genug, um zu wissen, dass „sein Vergleich hinkt“. Die Integrationsbeauftragte der Bundesregierung Aydan Özoguz sagte den Ruhr Nachrichten „Pauschale Kritik am Kirchenasyl löst sicher keine Probleme.“ Der CDU-Bundestagsabgeordnete Hubert Hüppe äußerte in einem Bild-Interview unter anderem, das Scharia-Recht sei „das Gegenteil der Barmherzigkeit, die dem Kirchenasyl zugrunde liegt.“ Die Migrationskommission der Deutschen Bischofskonferenz legte am 31. August 2015 eine Handreichung zu aktuellen Fragen des Kirchenasyls vor. Ihr Vorsitzender Norbert Trelle äußerte, das Kirchenasyl könne „immer nur ‚ultima ratio‘ zur Verhinderung drohender Menschenrechtsverletzungen sein“. Es beanspruche „kein Sonderrecht gegenüber dem Staat“.
2022 erklärte de Maizière als Kirchentagspräsident für 2023, Kirchenasyle seien gut und human, falls es nicht zu viele gibt. In seiner Zeit als Minister sei er verpflichtet gewesen für die „kühlen und harten Maßstäbe“ des Rechtsstaates einzustehen, die diesbezüglich auf christliche Barmherzigkeit und Nächstenliebe prallen würden.

### Öffentliche Wahrnehmung nach den Anschlägen in Paris 2015
Nach den Terroranschlägen am 13. November 2015 in Paris geriet de Maizière zunehmend in die öffentliche Kritik, nachdem das für den 17. November 2015 angesetzte Fußball-Länderspiel Deutschland–Niederlande in Hannover wegen einer Bombendrohung abgesagt worden war. Auf eine Frage nach konkreten Informationen in einem Interview hatte er gesagt, „ein Teil dieser Antworten würde die Bevölkerung verunsichern“, ohne das jedoch zu konkretisieren. Gleichzeitig war unklar, ob tatsächlich eine derart konkrete Bedrohung vorlag. Auch im Nachhinein wurde nicht bekannt, welche Informationen de Maizière vorlagen.

### Gewaltsames Vorgehen von Polizeibeamten gegen Flüchtlinge in Clausnitz
In seiner Funktion als Bundesminister des Innern verteidigte er am 21. Februar 2016 die in seinem Nachbar-Wahlkreis erfolgten und in der Bevölkerung scharf kritisierten gewaltsamen Handlungen eines Bundespolizeibeamten gegenüber einem Flüchtlingskind während der Ausschreitungen gegen Flüchtlinge in Clausnitz. Er kommentierte die Geschehnisse mit „die Polizei hat richtig gehandelt“ und er könne „Kritik an diesem Polizeieinsatz nicht erkennen“. Eine Beurteilung von möglichen rechtlichen Schritten u. a. der Bundespolizeibeamten gegen die Flüchtlinge vermochte er aus der „Ferne“ nicht vorzunehmen.

### Störung von de Maizières Lesung in Göttingen
De Maizière geriet rund 20 Monate nach seinem Ausscheiden aus der Bundesregierung erneut in den Fokus der Medien, nachdem ein Auftritt am 21. Oktober 2019 bei einer Lesung seines neues Buch mit dem Titel „Regieren“ im Göttinger Alten Rathaus durch rund 100 linksgerichtete Demonstranten verhindert worden war. Da an dem Protest auch Angehörige der Göttinger Ortsgruppe „Fridays for Future“ beteiligt waren, forderte de Maizière eine Erklärung über die Ausrichtung dieser Bewegung. Zudem kam es etwa zeitgleich zu massiven Störungen durch linke Aktivisten bei Vorlesungen des Professors für Makroökonomie an der Universität Hamburg, Bernd Lucke, der auch Mitgründer der Alternative für Deutschland war. In Folge schaltete sich Bundespräsident Frank-Walter Steinmeier ein und positionierte sich hinter die ehemaligen Politiker de Maizière und Lucke mit der Begründung „Andere zum Schweigen bringen zu wollen, nur weil sie das eigene Weltbild irritieren, ist nicht akzeptabel.“

### Forderung nach Staatsreform
In der Sendung Maischberger forderte Maizière eine Reform des Staates, da viele Bürger die „mangelnde Funktionstüchtigkeit des Staates“ kritisch sehen würden. Bei der Reform sollten die Bildung, Digitalisierung, Migration, Sicherheitsarchitektur und das Verhalten in Krisen modernisiert werden, da der Staat in diesen Punkten „einfach nicht funktionsfähig genug“ sei. Darüber hinaus würden die Entscheidungen nicht schnell genug getroffen und umgesetzt werden.

## Auszeichnungen (Auszug)
- Großkreuz des Verdienstordens der Italienischen Republik (2006)
- Norwegischer Verdienstorden (2007)
- Großkreuz des portugiesischen Verdienstordens (2009)
- Deutsches Feuerwehr-Ehrenkreuz in Silber (2017)[96]
- Bul le Mérite (2017)[97]
- Großes Bundesverdienstkreuz (2019)[98]

## Schriften (Auswahl)
- Die Praxis der informellen Verfahren beim Bundeskartellamt. Darstellung und rechtliche Würdigung eines verborgenen Vorgehens. (Münster (Westfalen), Univ., Diss., 1986).
- mit Lutz Wicke, Lothar de Maizière: Öko-soziale Marktwirtschaft für Ost und West. Der Weg aus Wirtschafts- und Umweltkrise. dtv, München 1990, ISBN 3-423-05809-9.
- Staatliches Handeln im Wandel der Zeit (= Dresdner Vorträge zum Staatsrecht. Bd. 3). Nomos, Baden-Baden 2012, ISBN 978-3-8329-7285-1.
- Regieren: Innenansichten der Politik. Herder, Freiburg 2019, ISBN 978-3-451-38329-8.[99]
- mit Karl-Ludwig Kley: Die Kunst guten Führens. Macht in Wirtschaft und Politik. Herder, Freiburg im Breisgau 2021, ISBN 978-3-451-38715-9.

## Kabinette

### Mecklenburg-Vorpommern
- Kabinett Gomolka
- Kabinett Seite I – Seite II

### Sachsen
- Kabinett Biedenkopf III
- Kabinett Milbradt I – Milbradt II

### Bund
- Kabinett Merkel I – Merkel II – Merkel III

## Filme
- Thomas Grimm: Die de Maizières – eine deutsch-deutsche Familie – ARTE – Dokumentarfilm, 45 min, 1999.